# John Cooper (athlétisme)
Pour les articles homonymes, voir Cooper.
John Cooper (né le 18 décembre 1940 à Bromyard et mort le 3 mars 1974 à Fontaine-Chaalis) est un athlète britannique spécialiste du 400 mètres haies.
Sélectionné dans l'équipe du Royaume-Uni lors des Jeux olympiques de 1964, John Cooper se classe deuxième de la finale du 400 m haies, derrière l'Américain Rex Cawley, et remporte par ailleurs une deuxième médaille d'argent dans l'épreuve du relais 4 × 400 mètres aux côtés de Timothy Graham, Adrian Metcalfe et Robbie Brightwell.
Ses records personnels sont de 50 s 1 sur 400 m haies et 47 s 6 sur 400 mètres (1964)
John Cooper meurt le 3 mars 1974 en forêt d'Ermenonville près de Paris dans le crash d'avion du Vol 981 Turkish Airlines.

## Palmarès
| Date | Compétition     | Lieu  | Résultat | Épreuve     |
| ---- | --------------- | ----- | -------- | ----------- |
| 1964 | Jeux olympiques | Tokyo | 2e       | 400 m haies |
| 1964 | Jeux olympiques | Tokyo | 2e       | 4 × 400 m   |